# 陳嵐舒
陳嵐舒（1981年—），臺灣女廚師，專長為法式料理。2003年自臺灣大學外文系畢業後，即赴巴黎的巴黎藍帶廚藝學校學藝，之後在巴黎斐杭迪高等廚藝學校（法語：ESCF-Ferrandi）以第一名畢業，並考取法國專業廚師證書（法語：CAP de Cuisine）。
法國學成歸國後的陳嵐舒，於2008年在台中市開設樂沐（Le Mout）法式餐廳，結合當地食材與法式烹調方式，設計出菜單。樂沐餐廳曾連續4年入選「亞洲50最佳餐廳」，陳嵐舒也曾獲選2014年「凱歌香檳亞洲最佳女廚師」（Veuve Clicquot Asia's Best Female Chef 2014）。
台中樂沐餐廳於2018年3月8日在臉書上宣布在年底熄燈，陳嵐舒在聲明稿當中表示台灣餐飲業的大環境，與她信奉的「Fine Dining」理念差距頗大。加上不在意公關手腕，只想安靜做料理，因此在家人與合作夥伴的支持下結束營業。但對於已經開展的樂沐糕餅舖、快閃概念的Gubami牛肉麵，依然會正常運作。
2020年11月，陳嵐舒以「小樂沐 Le Côté LM」再出發，繼續法式料理之路。

## 受獎
- 2014年 凱歌香檳亞洲最佳女廚師獎[7]
- 2016年 羅萊夏朵年度女性[8]

## 相關連結
- 小樂沐 Le Côté LM